# ميخائيل هاليداي (لاعب كريكت)
ميخائيل هاليداي (20 أغسطس 1948 - ) (بالإنجليزية: Michael Halliday)‏ هو لاعب كريكت أيرلندي. شارك مع منتخب أيرلندا للكريكت.